# 鄭光日
郑光日（本名崔光日，1963年—），朝鲜民主主义人民共和国政治犯、脫北者。现居韩国。自称曾被北朝鲜当局指控间谍活动，于2000年进入耀德集中营。2003年逃离朝鲜。
现服务于北朝鲜人权组织，积极将韩国影音錄像等制品输入北朝鲜境内。
2015年朝鲜我们民族之间曾发表影片反驳郑光日的证言，影片说郑光日原名崔光日（최광일），2000年2月因为贩卖人口、泄露军事机密、走私有色金属被判刑3年，2003年4月刑满释放。脱北后盗用同监室职务犯郑光日（정광일）的经历并捏造被逮捕原因，把一般监狱（教化所）说成“政治犯收容所”。而郑光日本人目前还在朝鲜。